# Gephyromantis blanci
Espèce
Synonymes
- Mantidactylus blanci (Guibé, 1974)

Statut de conservation UICN

 NT  : Quasi menacé
Gephyromantis blanci est une espèce d'amphibiens de la famille des Mantellidae.

## Répartition

Aire de répartition de Gephyromantis blanci.

Cette espèce est endémique de Madagascar. Elle se rencontre entre 800 et 1 500 m d'altitude dans le sud-est de l'île, du massif d'Andringitra jusqu'aux chaînes anosyennes,.

## Étymologie
Cette espèce est nommée en l'honneur de Charles Pierre Blanc.

## Publication originale
- Guibé, 1974 : Batraciens nouveaux de Madagascar. Bulletin du Museum National d'Histoire Naturelle, sér. 3, Zoologie, vol. 145, p. 1009-1017 (texte intégral).